# Marie Minářová-Štrosová
Marie Minářová-Štrosová (6. června 1896 České Budějovice – 11. května 1968 Praha) byla česká operní pěvkyně (sopranistka), která byla významnou osobností operních souborů v Olomouci, Brně i v Praze. Měla dceru Marii, provdanou Steinerovou, rovněž operní pěvkyni a syna Jana Štrose, violoncelistu.

## Život

### Studium
Marie Minářová se narodila v Hroznové ulici č. 2 v Českých Budějovicích. Její otec byl Antonín Minář, mistr kominický a matka Marie, rozená Finsterová pocházela z Roudného č. 17. Marie navštěvovala ženskou školu průmyslovou a při tom chodila na hodiny zpěvu k Bohuslavu Jeremiášovi. Již tehdy vystoupila na několika koncertech. Záliba v hudbě u ní převážila a rozhodla se pokračovat ve studiu zpěvu v Praze a pak ve Vídni.
V období 1. světové války se živila jako prodavačka, písařka a vychovatelka. Ke konci války žila v Olomouci, kde zpívala na dobročinných koncertech a v chrámovém sboru pod vedením sbormistra Antonína Petzolda.

### Profesní kariéra
Po 1. světové válce se vrátila do Českých Budějovic, kde hrála v Jihočeském národním divadle. V lednu roku 1923 se jí v Mladé Boleslavi narodila nemanželská dcera Marie. Otcem byl advokát a klavírista František Stein. Dne 1. března 1926 se v Olomouci provdala za herce a divadelního režiséra Vladimíra Štrose (1902–1977), který dceru Marie Minářové přijal za vlastní. S Vladimírem Štrosem se seznámila v Plzni, kde režíroval Janáčkovu Její pastorkyni a Minářová tam vystupovala v roli Jenůfy.
Ve 20. letech 20. století pobývala hlavně v Olomouci, a to v sezóně 1922–1923 a v letech 1924–1929. Mezitím vystupovala Ostravě a ve Slovenském národním divadle u Oskara Nedbala v Bratislavě, kde dosáhla významnějších úspěchů, například při provedení Toscy nebo při vystoupení v Prodané nevěstě a Rusalce v Madridu a v Barceloně na zájezdu bratislavského divadla v lednu 1924 do Španělska.
V letech 1929–1932 měla angažmá v Zemském divadle v Brně, pohostinsky se vracela do Bratislavy, Olomouce a také opětovně hostovala v Národním divadle v Praze, kde ztvárnila například Louisu, Miladu z Dalibora, Santuzzu v Sedláku kavalírovi a další.
Marie Minářová-Štrosová se objevovala i na ostravské operní scéně. V sezóně 1926/1927 zde zpívala Aidu, Sentu v Bludném Holanďanu od Richarda Wagnera, Giuliettu, Libuši, Amelii, Mařenku, Rusalku, Královnu ze Sáby a Toscu. V sezóně 1927/1928 předvedla Marii Mniškovnu v opeře Boris Godunov a Julii v Jakobínovi a v sezóně 1930/1931 Martu v Nížině.
Na vrcholu své operní kariéry musela ze zdravotních důvodů svoji divadelní dráhu předčasně ukončit. Celkem ztvárnila přes 60 rolí domácího i světového repertoáru.

## Operní repertoár, výběr
- 1924 role Milady v Daliborovi od Bedřicha Smetany, Senta ve Wagnerově Bludném Holanďanovi, v Olomouci
- 1925 role Santuzy v Mascagniho Sedláku kavalírovi, v Olomouci
- 1926 titulní role Louisy ve stejnojmenné opeře od Gustava Charpentiera, v Moravském divadle v Olomouci[10]
- 1926 Maršálka (kněžna Werdenbergová) ve Straussově Růžovém kavalírovi, v Olomouci[10]
- 1927 titulní role Louisy, když hostovala v ND v Praze[6]
- 1928 role Milady v opeře Dalibor, když hostovala v ND v Praze[7]
- 1929 titulní rolí Turandot ve stejnojmenné opeře od Pucciniho se rozloučila s Olomoucí
- sezona 1931/1932 v Janáčkově Kátě Kabanové v Olomouci, kam se opětovně vracela[10]
- 1932 role Goravy v opeře Morana od Jakova Gorovace, v Zemském divadle v Brně[8]